# Coffre de Beg-Lagad
Le coffre de Beg-Lagad est un coffre mégalithique situé sur l'île d'Hœdic, dans le département français du Morbihan.

## Historique
Le tumulus avait été repéré par l'abbé Lavenot qui le fit fouiller par un meunier en 1879. En 1924, Le Rouzic et les époux Péquart explorèrent le site une seconde fois. 

## Description
Selon Lavenot, le tumulus mesurait avant fouille  25 m de long sur 15 m de large et environ 2 m de hauteur. Le tumulus actuellement visible correspond à un ovale dissymétrique dont le plus grand axe mesure 30 m mais dont la partie occidentale semble très entamée par la proximité du sentier côtier. Depuis l'exploration de Le Rouzic la hauteur du tumulus a diminué de 0,70 m (Le Rouzic mentionne environ 1,80 m de hauteur). Plusieurs blocs sont visibles dans la masse du tumulus (un au sud) et en périphérie (trois à l'est).
Il semble que les fouilles de Le Rouzic ont contribué à modifier l'architecture du coffre central : sa forme est actuellement trapézoïdale (rectangulaire chez Le Rouzic) et il comporte actuellement trois orthostates (cinq sur le plan dessiné par Le Rouzic), délimitant une chambre funéraire de 1,70 m de long pour une largeur maximale de 1,20 m (1,45 m de large chez Le Rouzic). Côté oriental, deux blocs en position verticale, désormais disparus, fermaient le coffre selon Le Rouzic, par contre un bloc de granite d'environ 0,50 m de long comportant deux petites cupules est visible (non mentionné par Le Rouzic).
Selon Jean-Marc Large, le coffre présente des similitudes avec ceux de la culture Chambon.

## Mobilier archéologique
Selon Lavenot, « la fouille fut mal faite, aussi n'y découvrit-on rien » mais selon Le Rouzic lors de cette fouille des ossements humains y furent recueillis et transportés au cimetière. Le Rouzic mentionne y avoir découvert « quelques débris de poterie grossière, trois éclats de silex sans caractère et un percuteur en quartzite ».